# Dungeons & Dragons: Dark Alliance
Dungeons & Dragons: Dark Alliance é um RPG de ação em terceira pessoa publicado pela Wizards of the Coast e desenvolvido por sua subsidiária Tuque Games. Baseado no sistema de RPG de mesa Dungeons & Dragons, o título do jogo faz alusão a Baldur's Gate: Dark Alliance e Baldur's Gate: Dark Alliance II, embora sua história e jogabilidade não estejam relacionadas a esses títulos anteriores. O jogo foi lançado em junho de 2021 para Microsoft Windows, PlayStation 4, PlayStation 5, Xbox One e Xbox Series X/S.

## Jogabilidade
Dark Alliance se passa na região de tundra de Icewind Dale, e apresenta personagens da série de romances de R. A. Salvatore, The Legend of Drizzt, incluindo os quatro personagens jogáveis: Drizzt Do'Urden, Catti-brie, Bruenor Battlehammer e Wulfgar. O jogo inclui modos single-player e multiplayer. No modo single-player, o jogador pode escolher qualquer um dos quatro personagens para controlar e alternar entre eles. O modo multiplayer permite cooperação online para até quatro jogadores.

## Desenvolvimento
Em 2019, a Tuque Games estava desenvolvendo um jogo Dungeons & Dragons em parceria com a Wizards of the Coast. A Wizards of the Coast adquiriu a Tuque Games em outubro. Salvatore auxiliou o desenvolvimento do jogo e esteve envolvido na produção do jogo desde o seu início. O modo multijogador cooperativo local foi anunciado inicialmente, embora o recurso tenha sido posteriormente abandonado pelo desenvolvedor, até que foi confirmado que o recurso estaria disponível por meio de um patch pós-lançamento. Dungeons & Dragons: Dark Alliance foi anunciado oficialmente com um teaser trailer mostrado durante o The Game Awards 2019 em dezembro. O jogo foi originalmente programado para ser lançado em 2020, mas foi posteriormente adiado para 2021. O jogo foi lançado para Microsoft Windows, PlayStation 4, PlayStation 5, Xbox One e Xbox Series X/S em 22 de junho de 2021 e foi lançado simultaneamente no serviço Xbox Game Pass. A Koch Media publicou a versão de varejo do jogo.

### Contexto
No cenário de campanha Forgotten Realms, Dungeons & Dragons: Dark Alliance se passa após o romance de 1988 The Crystal Shard, o primeiro livro da Trilogia The Icewind Dale de Salvatore, e o quarto livro da série Legend of Drizzt. O jogo se passa na região de Icewind Dale, em Faerûn. Sobre a conexão, Salvatore disse: "Primeiro de tudo, se você leu os livros e jogou o jogo, provavelmente terá uma experiência mais satisfatória com o jogo. [...] [O] jogo trará mais para a história do que você obteve dos livros agora. [...] Se você está fazendo um videogame, você terá que tomar alguma licença literária e talvez não se ater completamente a ele. [...] Pequenas coisas como essa não me incomodam nem um pouco quando você está falando sobre um videogame - porque seu trabalho, quando você está fazendo o videogame, antes de tudo, é garantir que os jogadores estejam se divertindo e escrevendo sua própria história".
Tanto Dungeons & Dragons: Dark Alliance quanto Icewind Dale: Rime of the Frostmaiden (2020) se passam na região de Icewind Dale, mas na linha do tempo canônica, o videogame ocorre antes do módulo de aventura de mesa. De acordo com o escritor principal de Dungeons & Dragons, Chris Perkins: "Nós nos sentamos com designers narrativos para Dark Alliance e basicamente abrimos uma caixa de brinquedos, tiramos todos os brinquedos e descobrimos como iríamos brincar com os mesmos brinquedos. E então, há lugares e inimigos e lugares que aparecem em Rime of the Frostmaiden que se você jogar Dark Alliance, verá ecos de/semelhanças. Cada história é separada — a história de Rime of the Frost Maiden é completamente separada de Dark Alliance, apenas usando os mesmos locais. Você tem uma noção da história real deste lugar [...]. Juntos, quando você pega as duas coisas combinadas, você obtém uma pintura maior de Icewind Dale".

## Recepção
Dungeons & Dragons: Dark Alliance recebeu "críticas mistas ou médias" de acordo com o agregador de análises Metacritic. Travis Northup da IGN declarou:
Mas em todos os meus anos, raramente vi alguém ter um fracasso crítico como Dungeons & Dragons: Dark Alliance, que consegue pegar todo esse potencial e transformá-lo em um trabalho sem graça, repetitivo e entorpecente, profundamente carente de narrativa e absolutamente transbordando de bugs. IGN
Como resultado da má recepção da crítica e do público, o jogo será encerrado em 24 de fevereiro de 2025.